# Polinomio de Newton-Gregory
Dados los valores {\displaystyle y_{0},y_{1},...,y_{n}} de una función correspondientes a los (n+1) valores equidistantes {\displaystyle x_{0},x_{1},...,x_{n}} de la variable, se  busca un polinomio de grado n:
{\displaystyle P_{n}=a_{o}+a_{1}(x-x_{0})+a_{2}(x-x_{0})(x-x_{1})+...+a_{n}(x-x_{0})(x-{x_{1}})...(x-{x_{n}})}
que pase por los (n+1) pares de coordenadas.
Los coeficientes {\displaystyle a_{0},a_{1},a_{2},...,a_{n}} se obtienen sometiendo a la parábola correspondiente a {\displaystyle P_{n}(x)} las n+1 condiciones de pasar por los puntos {\displaystyle A_{0},A_{1},...,A_{n}}.
El polinomio de Gregory-Newton (ascendente) expresado formalmente por:
{\displaystyle p_{n}(x)=y_{0}+{\frac {x-x_{0}}{h}}\Delta y_{0}+{\frac {(x-x_{1})\cdot (x-x_{0})}{2\cdot h^{2}}}\Delta ^{2}y_{0}+...+{\frac {(x-x_{n-1})...(x-x_{1})\cdot (x-x_{0})}{n!\cdot h^{n}}}\Delta ^{n}y_{0}}
Es utilizado para hallar la expresión del polinomio derivada con datos equidistantes interpolados.